# Викс (кельтский некрополь)
Викс (кельтский некрополь) — это территория вокруг деревни Викс в северной части Бургундии (Франция) на месте важного доисторического комплекса позднего Гальштата и раннего периода Латенской культуры. Некрополь включает в себя важное укрепленное поселение и несколько курганов, самым известным из которых является могильник так называемой «леди из Викса», относящийся приблизительно к 500 г. до н. э. Её могила никогда не подвергалась грабежу. Она содержит удивительно богатые и важные находки, в том числе большое количество ювелирных изделий и кратер из Викса, самый большой из известных металлических античных сосудов (1,63 м в высоту).

## Местоположение
Некрополь расположен неподалеку от французской коммуны (поселения) Викс и горы Лассуа, около 6 км к северу от Шатийон-сюр-Сен, в отделе Кот-д’Ор, северо-восточной Бургундии. Комплекс расположен по центру крутого холма с плоской вершиной, который доминирует над окружающей местностью. На этом месте некогда располагалось укрепленное кельтское поселение. К юго-востоку от холма был найден некрополь площадью 42 га. Могилы датируются поздним бронзовым веком (от Гальштатской АК до конца латенского периода). Другие находки свидетельствуют о деятельности здесь и до времен поздней античности. В VI – V вв. до н. э. это поселение, возможно, контролировало важный торговый узел, где Сена служила транспортной артерией, связующей восточную и западную Францию. Также там проходил сухопутный маршрут, ведущий от Средиземноморья к Северной Европе. Кроме того, Викс находится в центре плодородной равнины.

## История открытия
Археологические работы в этой области начались в апреле 1930 г. и первоначально производились на любительском уровне. За десятилетия систематической работы были найдены тысячи керамических черепков, фибул, украшений и других бронзовых и железных находок. Знаменитый курган с кратером раскопал в начале 1953 года Рене Жуафроу. Данный кратер является результатом работы спартанских мастеров, и за своё высокое качество он был удостоен погребения в могильнике вместе с «леди из Викса». В 1991 г. новые археологические исследования в районе Викс начались под руководством Бруно Чуме. С 2001 года началась программа исследований под названием «Vix et son environnement», где задействовано несколько университетов.

## Оппидум на горе Лассуа

### Укрепления и архитектура
Раскопки поселения на вершине горы Лассуа обнаружили обширные укрепления, с канавами и стенами до 8 м толщиной. В ходе раскопок внутри корпуса были найдены разнообразные постройки, в том числе дома со столбами-опорами, ямы жилых домов, очаги, и кладовые, построенные на сваях. Геофизические исследования показывают большое плановое поселение.

### «Дворец Леди из Викса»
В 2006 году в центре площадки был обнаружен архитектурный комплекс. Это большое здание из двух или трех строений, размерами 35 на 21 м и примерной высотой около 12 м: размеры современной церкви. Большой зал имел апсиду, на заднем и переднем крыльцах есть анты. В целом, центральный блок напоминает мегарон ранней греческой архитектуры. Такая находка не имеет аналогов в ранней кельтской Европе. Сооружения выполняли бытовую или праздничную функции. Сооружение было представлено как «Дворец Леди из Викса».

### Находки
Многие индивидуальные находки из Лассуа наглядно демонстрируют дальние и широкомасштабные торговые связи поселения, а также его роль в качестве экономического центра. Наиболее распространенные находки это черепки глиняной посуды (на сегодняшний день обнаружено более чем 40 тыс. шт.). Многие черепки украшены простыми геометрическими мотивами (шахматными), иногда присутствуют изображения животных. Были обнаружены и импортные чернофигурные вазы из Греции. Многие амфоры и чаши могут быть определены как импорт из греческих поселений в области Южной Франции: большое количество ординарной керамики и винных амфор из Массалии. Амфоры использовались для транспортировки вина. Ювелирные изделия включали фибулы, обычно украшенные янтарём или кораллами, серьги, бусы, шиферные браслеты, и кольца. Также были найдены стеклянные украшения, некоторые небольшие бронзовые статуэтки, вероятно средиземноморского происхождения. Из оружия были найдены стрелы и топоры.

### Статус
Городище имеет все особенности поселения высокого статуса: большие фортификационные сооружения, наличие цитадели и нижнего города, редких и импортных материалов, а также многочисленных богатых курганов в окрестностях.

## Курганные могильники

### Могильник Викс
Захоронение «Леди из Викс» датируется примерно 500 г. до н. э. Хотя органические элементы могилы почти полностью разложились, пол похороненного человека был идентифицирован как женский: это подтверждают ювелирные изделия и отсутствие оружия. Её социальный статус не ясен, и кроме «леди», используются такие тит, как, королева, принцесса, или Жрица Викс, которые можно прочесть в различных статьях. Не может быть никаких сомнений в её высоком статусе, что показывает большое количество ювелирных изделий. Ей было от 30 лет до 35 лет на момент смерти.

### Похоронный и погребальный инвентарь
Захоронение помещали в 4 м х 4 м прямоугольную деревянную камеру под насыпью или курганом из земли и камня, которые изначально имели размер 42 м в диаметре и 5 метров в высоту. Её тело было положено в отдельную повозку, или колеснице, колеса которой были отделены и размещены рядом с ней. Сохранились только металлические части. Её украшения включали : 480 грамм 24-каратного золотая шейная гривна, бронзовая гривна, шесть фибул, шесть шиферных браслетов, а также браслет из янтарных бусин. Могила также содержала сборку импортных предметов из Италии и греческого мира, все из них связаны с подготовкой вина. Они включали в себя знаменитый кратер, серебряная патера (мелкая чаша, иногда рассматривается как местный продукт), этрусская бронзовая ойнохойя, и несколько кубков из Этрурии и Аттики. Один из последних был датирован 525 г. до н. э. На данный момент это является достоверной конечной датировкой могильника. Сосуды, вероятно, были размещены на деревянных столах или скамьях, которые не дошли до наших дней.

### Кратер из Викса
Крупнейшая и самая известная из находок погребения Викс — это богато украшенный бронзовый кратер высотой 1,63 м и массой более 200 кг. Кратеры — сосуды для смешивания вина и воды, распространенные в греческом мире и, как правило, сделанные из глины. Кратер из Викса стал знаковым объектом, представляющим как богатство ранних кельтских захоронений, так и искусство Поздних архаических греческих бронзовых изделий.
Кратер был сделан из семи или более отдельных частей с алфавитными маркировками, указывая, на то, что он, вероятно, был доставлен в Бургундию кусками и собран был на месте.
Сама ваза была изготовлена из цельного листа чеканной бронзы, весом около 60 кг. Его дно округлое, максимальный диаметр составляет 1,27 м, а его объём составляет 1100 литров (290 галлонов). Его стенки 1 мм до 1,3 мм толщиной. Кратер был найден раздавленным весом кургана над ним. Ручки были обнаружены на том же уровне, что и основание. Он был восстановлен после раскопок. Его ножки изготовлены из одного монолитного металла диаметром 74 см, вес 20,2 кг. Его поддон украшен стилизованными растительными мотивами.
Три ручки, поддерживаемые львицами, весят около 46 кг каждая. Они спирально оформляются в гримасничающих Горгон (общий мотив на греческого искусства). Венчик сосуда украшен фризом гоплитов. Он сделан из бронзового кольца, вставленного к основной вазе, который поддерживается ручки. Фриз содержит восемь колесницы, каждая запряжена четверкой лошадей и возничего (их изображено меньше, чем гоплитов для экономии места). Каждая колесница сопровождается одним вооруженным гоплитом. Фриз является важным примером раннего греческого бронзового рельефного искусства, чего мало сохранилось. Крышка была выбита бронзовым листом массой 13,8 кг и имела форму соответствующую кратеру. Было высказано предположение, что данный кратер является крупнейшим известным греческим бронзовым сосудом. Его следует рассматривать как обмен подарками, что говорит о его высоком статусе. Это связано с торговлей вина из Средиземноморья бартером на сырье из Северной Европы.

### Выставка и реконструкция
Реконструкция могилы и оригинальные находки выставлены в музее в Шатийон-сюр-Сен.

### Другие курганы
Помимо этой женской могилы (курган I), существует пять других известных крупных курганов в данном районе. Три из них были раскопаны. Холм II имел диаметр 33 м. Его центральная камера, содержащая урну с кремированными человеческими останками, датируется 850 г. до н. э. Курган Ла Батт, вероятно, восходит к середине VI в н. э. Как и в своей знаменитой соседней могиле, в нём содержится женщина, положенная в корзину, или колеснице, в сопровождении двух осей железа и золотого браслета. Третий курган, в Ла-Гарен, был разрушен в 1846 году он тоже содержит тележку, а также этрусскую бронзовую чашу с четырьмя ручками, где изображены либо грифоны, либо львицы. Неизвестно, содержатся ли останки.

### Статуи
В 1994 году фрагменты двух каменных статуй, воина, и фигура женщины, были обнаружены в небольшой оградке.

## Значение и историческая роль
Историческое развитие в данной области, как и везде в Центральной и Западной Европе раннего железного века, привело к изменениям в социальной организации, в том числе выраженными тенденциями к развитию социальных иерархий. Что проявлялось и на аристократии, которая сложилась в контексте все более важной торговли железной рудой и железом.
Действительно ли они были «принцессы» или «князья» в современном смысле (то есть, благородный или религиозной аристократии) или просто представлена экономические развитая элита, является до сих пор предметом многочисленных дискуссий. В любом случае, изменившиеся социальные условия и были продуктом богато оснащенных могил, которые находятся в резком контрасте с предыдущим периодом, где обнаружены единые простые урны захоронений. Существуют и подобные некрополи того же периода, как и Викс: укрепленные поселения в Хойнебурге и Глауберге. К этому периоду экономический успех перестал быть определён просто доступ к сырью, но началась зависимость от инфраструктуры и торговли, которыми обладал греческий мир.
Новый социальный класс не был похоронен в обычных урнах без особого сопроводительного материала, но получил индивидуальные и сложные курганы, имеющие в своем наличии ювелирные изделия, и другие дорогие импортные роскошные материалы, чем можно объяснить наличие знаменитого викского бронзового кратера спартанского происхождения.